# Booker Huffman
Robert Booker Tio Huffman còn được gọi là Booker T. Booker là một đô vật chuyên nghiệp Mỹ của WWE, WCW và TNA. Ông có một người anh trai tên là Stevie Ray. Giữa năm 2007, anh kết thúc hợp đồng với WWE sau khi thi đấu trận cuối cùng tại giải SummerSlam 2007 (với đối thủ Triple H). Hiện nay anh đang thi đấu cho tổ chức TNA. Vào ngày 30 tháng 1 năm 2011, anh bất ngờ quay lại WWE khi ra sàn đấu trong Royal Rumble, xuất phát ở vị trí thứ 21.

## Sự nghiệp
Booker ngay từ nhỏ đã được cha để ý về tài năng đô vật của mình. Em anh, Lane và ông cùng về đầu quân cho Western Wrestling Alliance organization, theo sự hướng dẫn của đô vật WWF Ivan Putski. Từ năm 1993 đến năm 2001, anh thi đấu cho World Championship Wrestling (WCW) với em mình (Lane), thành nhóm Harlem Heat.

## Các chức vô địch và danh hiệu
- - Wrestling Observer Newsletter
    - Most Underrated (2002)

  - Global Wrestling Federation

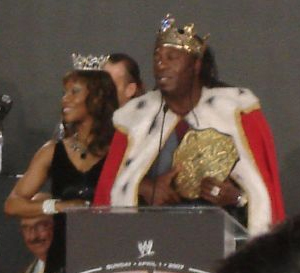
King Booker với tư cách là World Heavyweight Championship (WWE) cùng với vợ là Sharmell

    - GWF Tag Team Championship (3 times) – with Stevie Ray[149]

  - Las Vegas Pro Wrestling
    - LVPW UWF Heavyweight Championship (1 time)[150]

  - Prairie Wrestling Alliance
    - PWA Heavyweight Championship (1 time)[151]

  - Pro Wrestling Illustrated
    - PWI Most Improved Wrestler of the Year (1998)[152]
    - Most Inspirational Wrestler of the Year (2000)[153]
    - Tag Team of the Year (1995, 1996)[154] with Stevie Ray
    - Ranked #5 of the top 500 wrestlers in the PWI 500 in 2001[155]
    - Ranked #133 of the top 500 wrestlers of the "PWI Years" in 2003
    - Ranked #62 of the top 100 tag teams of the "PWI Years" with Stevie Ray in 2003[156]

  - Texas All-Pro Wrestling
    - TAP Heavyweight Championship (1 time)[157]

  - Reality of Wrestling
    - ROW Tag Team Championship (1 time) – with Stevie Ray

  - Total Nonstop Action Wrestling
    - TNA Legends Championship (1 time)[158]
    - TNA World Tag Team Championship (1 time) – with Scott Steiner
- World Wrestling Federation/Entertainment

- World Heavyweight Championship (1 lần)
- WWE Intercontinental Championship (1 lần)
- WWE United States Championship (4 lần)
- WWF Hardcore Championship (2 lần)
- World Tag Team Championship - với Test (1 lần),Goldust (1 lần),và Rob Van Dam (1 lần)
- King of the Ring (2006)
- Sixteenth Triple Crow Champion
- Ninth Grand Slam Champion
- WWE Hall of Fame (Class of 2013)

- World Championship Wrestling

- WCW World Heavyweight Championship (5 lần)
- WCW United States Heavywieght Championship (1 lần)
- WCW World Television Championship (6 lần)
- WCW World Tag Team Championship (11 lần) - với Stevie Ray (10 lần) và Test (1 lần)

Đòn Scissors Kick